# 740 Cantabia
740 Cantabia è un asteroide della fascia principale del diametro medio di circa 90,9 km. Scoperto nel 1913, presenta un'orbita caratterizzata da un semiasse maggiore pari a 3,0491423 UA e da un'eccentricità di 0,1150688, inclinata di 10,83602° rispetto all'eclittica.
Il suo nome è una contrazione di Cantabrigia, l'antico nome latino di Cambridge, nel Massachusetts.